# 錢于鄰
錢于鄰（1528年—？），字震卿，號惺初，浙江嘉興府嘉善縣民籍直隸吳江縣人，明朝政治人物。

## 生平
丙午科（1546年）浙江鄉試第四十名舉人。嘉靖三十五年（1556年）中式丙辰科會試第一百三十七名，三甲第一百五十四名進士。礼部观政，授福建邵武县知县，四十年升工部主事，四十四年升员外，四十五年四川佥事，隆庆二年致仕。

## 家族
曾祖錢瀚，義官；祖父錢元；父錢天秩，生员封知县；母沈氏，封太孺人。弟于郊、于嘉，俱生员；于野、于磐、于石、于陸、于陵、于木。